# Kajka

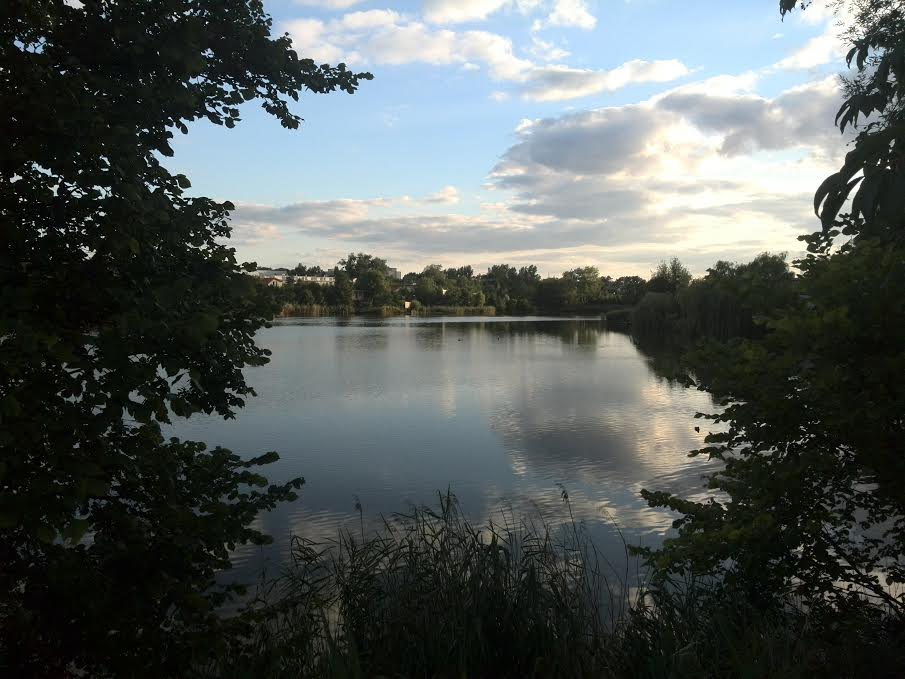
Staw Kajka około godz. 19.00

Kajka – staw na terenie Poznania, położony w jednostce obszarowej SIM Miłostowo, blisko granicy z obszarem SIM Główna.

## Charakterystyka
Powierzchnia lustra wody wynosi 4,3 ha, a zlewni 0,7 km². Objętość wody - 152,4 tys. m³, maksymalna głębokość - 11,8 m, a średnia 3,5 m. Ukształtowanie dna łagodne, stromo opadające. Zwierciadło wody zagłębione w stosunku do otaczającego terenu o 5–10 m, co ma wpływ na powstawanie zjawiska stratyfikacji termicznej.
Staw połączony jest z rzeką Główną rurociągiem z pompownią, należącą do Zakładów Metalurgicznych POMET. Dawniej połączenie to zapewniał nieistniejący ciek Glinianka. Wody stawu, w obiegu zamkniętym, wykorzystuje technologicznie Fabryka Łożysk Tocznych.
Staw znajduje się na terenie ogrodzonych ogrodów działkowych im. Elizy Orzeszkowej i jest przez nie otoczony ze wszystkich stron. Dojazd możliwy jest od północy - z ul. Gnieźnieńskiej (najbliższy przystanek autobusowy MPK Poznań – Urwista, linia 173).
Staw Kajka jest akwenem sztucznym i ma pochodzenie pocegielniane – stanowi gliniankę o nieregularnej lecz łagodnej linii brzegowej. Przed II wojną światową należał do rodziny Weidemannów, którzy eksploatowali glinę pomiędzy torowiskami linii kolejowych do Gniezna i Wrześni. Była to duża cegielnia Hartwig & Weidemann Ziegelwerke, z której nie pozostał praktycznie żaden ślad. Wyrobisko (obecny Staw Kajka) posiadało połączenie z zakładem produkcyjnym za pomocą kolei wąskotorowej. Zakład uległ zrujnowaniu w czasie II wojny, a teren glinianki w 1952 zamieniono na uregulowany staw i założono ogrody działkowe, których jest tutaj około 500 (28 hektarów).
Kajce towarzyszy drugi, bezimienny staw, o prawie okrągłej linii brzegowej. Znajduje się kilkadziesiąt metrów na południowy zachód, na terenie tych samych ogrodów działkowych.
Woda w akwenie nie należy do najczystszych - zdarzają się tu przypadki masowego śnięcia ryb w wyniku przyduchy lub zanieczyszczeń (np. w 2008).
Staw jest widoczny z pociągów jadących linią Poznań - Gniezno.

## Bibliografia

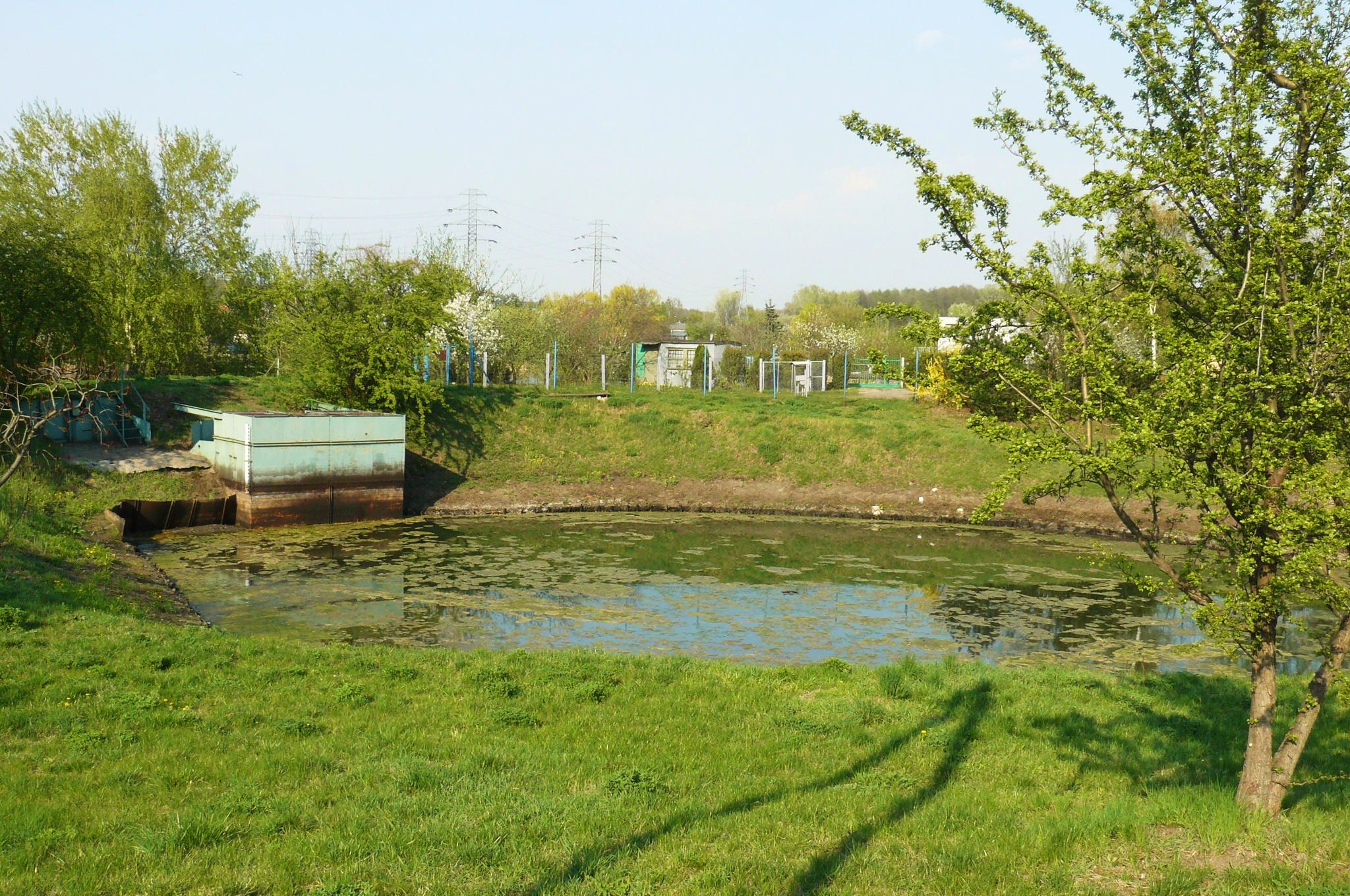
Mały staw Kajka